# Retable de Pesaro
Ne doit pas être confondu avec  Madonna di Ca' Pesaro du Titien dit « Retable Pesaro ».

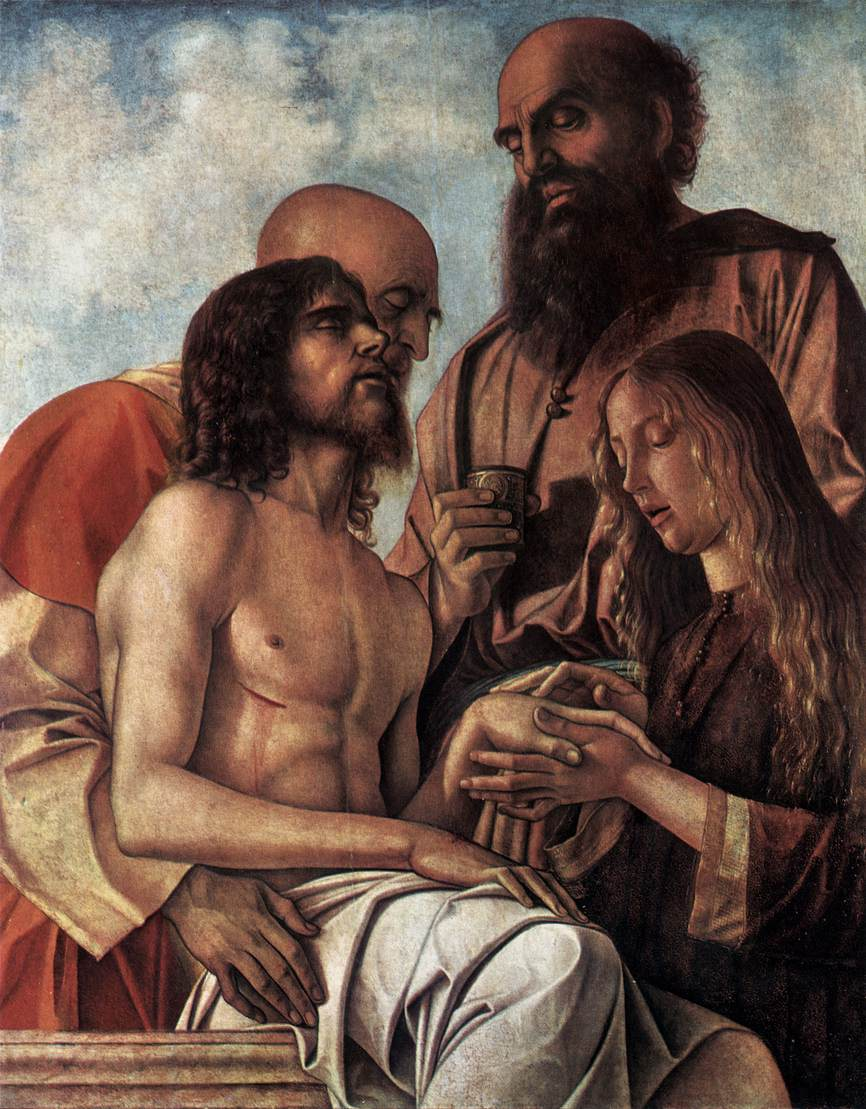
Pietà originale qui surmontait autrefois le panneau central.

Le Retable de Pesaro (en italien, Pala di Pesaro) est une peinture religieuse à huile sur bois attribuée à Giovanni Bellini réalisée vers 1471 - 1483 et conservée à la pinacothèque des Musei civici de Pesaro en Italie. Le retable était autrefois surmonté d'une Pietà (106 × 84 cm), désormais à la Pinacothèque vaticane.

## Histoire
Le Retable de Pesaro est probablement une des premières œuvres abouties de Giovanni Bellini, mais sa notoriété ne peut effacer les nombreux doutes quant à sa datation et sur le donneur d'ordre.
Le retable se situait dans l'église San Francesco de Pesaro, où il resta jusqu'aux suppressions napoléoniennes de 1797. Après diverses vicissitudes, l'œuvre aboutit aux Musées civiques. La Pietà, elle, fut transférée à Paris où elle est récupérée en 1815 par Antonio Canova et conduite à Rome à la Pinacothèque vaticane recevant de nombreuses attributions allant de Bartolomeo Montagna à Giovanni Buonconsiglio et Andrea Mantegna.
En 1913, l'historien de l'art Gustavo Frizzoni écrit que la Pietà constitue le couronnement du retable de Pesaro qui à l'époque était remplacée par un panneau avec Saint Jérôme. Seule Ileana Chiappini, mis en doute cette attribution constatant des différences de style des différents panneaux.
Sur la datation, les sources documentaires manquent et les hypothèses des critiques sont controversées. La seule certitude est la technique de la peinture à l'huile devenue populaire à Venise avec l'arrivée d'Antonello de Messine en 1475. Un autre indice documentaire est une citation dans le testament du peintre Giovanni Pizzimegli daté de 1476, laissant une obole « afin d'aider le paiement du retable du maître-autel de San Francesco », mais qui ne spécifie pas l'état d'avancement de l'œuvre.
Les hypothèses plus anciennes (Fry, Cavalcaselle, Frizzoni) proposent une datation des environs de 1481, alors que Roberto Longhi en 1914 propose 1465-1470, puis, en 1927, l'année 1475, cette dernière étant la plus plébiscitée.

## Sujet
Le couronnement de la Vierge, thème apocryphe du culte marial, se veut représenter le couronnement aux cieux de la Vierge Marie des mains de son fils, la plaçant ainsi au dessus de toutes les créatures, anges, démons et hommes. 

## Description
Le panneau central du retableDe 262 × 240 cm, il représente un épisode de la « Vie de la Vierge Marie » traité dans l'iconographie chrétienne et nommé le Couronnement de la Vierge, ici traité avec les saints Paul, Pierre, Jérôme et François entourant la scène principale de Jésus couronnant sa mère dans un décor architectural comportant un paysage en panneau de fond, le tout surmonté à droite et à gauche de chérubins et d'une couronne de séraphins entourant la colombe du Saint Esprit au centre.
La prédelle(40 × 36 cm pour chacun des panneaux des pieds des pilastres et 40 × 42 cm pour les autres panneaux).
Elle est composée de sept scènes consacrées à la vie des saints entourant une Nativité :
- Saint Georges blessant le dragon
- Conversion de saint Paul
- Crucifiement de saint Pierre
- Nativité
- Saint Jérôme au désert
- Saint François recevant les stigmates
- Saint Terence de Pesaro

Les pilastres latéraux
De 61 × 25 cm pour chaque personnage, ils comportent des représentations distinctes des saints suivants :
à gauche :
- Sainte Catherine d'Alexandrie
- Saint Laurent
- Saint Antoine de Padoue
- Saint Jean Baptiste

à droite :
- Sainte Micheline de Pesaro
- Saint Bernardin de Sienne
- Saint Louis de Toulouse
- Saint André